# Gates of Gladness
Gates of Gladness (o The Gates of Gladness) è un film muto del 1918 diretto da Harley Knoles. Prodotto e distribuito dalla World Film, aveva come interpreti la piccola Madge Evans, Rosina Henley, Gerda Holmes, George MacQuarrie, Niles Welch, Mrs. Stuart Robson, Baby Joan.

## Trama
I fratelli Leeds, Roger e Myron, sono entrambi innamorati della stessa ragazza, la bella Mary. Quando lei si decide, tra i due sceglie Myron. Ma il vecchio Leeds, il padre dei due giovani, non gradisce quel matrimonio e disereda Myron, che essendo un pittore, deve darsi da fare per riuscire a mantenere la moglie e la piccola Beth, la figlia che è nata dalla loro unione. Anche Roger si sposa ma, al contrario del fratello, vive in mezzo agli agi nella sontuosa dimora paterna. Quando però Roger perde il suo unico figlio, Norah, la domestica, per alleviare il dolore dei padroni che, disperati, si tengono lontani da tutti, chiede a Beth di venire a visitarla, fingendo che sia sua nipote. L'arrivo in casa della ragazzina porta un po' di serenità e Beth finisce per affezionarsi a quelli che sono i suoi ignari zii. Myron, però, povero e senza un soldo, spinto dal bisogno e dalla cattiva salute della moglie, progetta di rubare in casa del fratello. Ma i rumori dell'intruso mettono in allarme Roger che, nel tentativo di sparare al ladro, ferisce invece Beth. L'incidente porta al chiarimento di tutta la situazione e Roger, allora, decide di riunire la famiglia, condividendo con il fratello sfortunato l'eredità del padre.

## Produzione
Alcune scene del film, prodotto dalla World Film, vennero girate a Lakewood, nel New Jersey.

## Distribuzione
Il copyright, richiesto dalla World, fu registrato il 18 gennaio 1918 con il numero LU11960. Distribuita dalla World Film e presentata da William A. Brady, la pellicola uscì nelle sale cinematografiche statunitensi il 28 gennaio 1918.
Non si conoscono copie ancora esistenti della pellicola che viene considerata presumibilmente perduta.